# Jack Parkinson (cestista)
Jack Gordon Parkinson (Yorktown, 4 marzo 1924 – Yorktown, 29 maggio 1997) è stato un cestista statunitense, professionista nella NBA.

## Carriera
A livello universitario vinse sia il NIT che il torneo NCAA con Kentucky.
Venne selezionato dai Washington Capitols nel Draft BAA 1948. Giocò 4 partite nella NBA con gli Indianapolis Olympians nella stagione 1949-50, segnando 3 punti

## Palmarès
- Campione NIT (1946)
- Campione NCAA (1948)